# 約束の場所 (CHEMISTRYの曲)
「約束の場所」（やくそくのばしょ）は、2006年10月4日に発売されたCHEMISTRY17枚目のシングル。発売元はデフスターレコーズ。

## 解説
約1年ぶりに発売された本作は、CHEMISTRYの5周年を記念して槇原敬之からの提供作品。槇原はハンドクラップ、コーラスで参加している。
唱歌のイメージのもと「夢」を持つ大切さを歌った楽曲に仕上がっている（歌詞中に「夢」と19回出てくる）。
キャッチコピーは「未来は夢を裏切らない」。
盗作疑惑（詳細後述）で騒がれる中、2006年末の様々な音楽番組ではCHEMISTRYと槇原で本作をパフォーマンスする姿が見られた。
C/Wには川畑のソロ（BUGSY（バグジー）名義）「still in my heart」と、堂珍のソロ「YOUR WORLD」の2曲を収録。
初回プレス盤には「CHEMISTRY 5th Anniversary」ロゴ・ステッカー封入。
槇原は2022年3月2日にリリースしたアルバム『Bespoke』で本作をセルフカバーしている。

## 本楽曲に対する不祥事
本楽曲の歌詞を巡る盗作騒動
本作発売後、「約束の場所」の歌詞の一部が『銀河鉄道999』の台詞の盗用であると、同漫画の作者である松本零士が主張、諸ワイドショーに出演、槇原を非難。これに対し、槇原は自身の公式ホームページ上で「歌詞は全くのオリジナルであり、本当に盗作だと疑っているのなら裁判で決着していただきたい」とコメント。2007年3月22日、槇原が盗作の証拠提出を求め、松本を提訴。この裁判は松本側が敗訴（槇原への賠償。ただし、名誉棄損に対してのみ）。その後、互いに控訴したが、最終的に和解している。

## 収録曲
1. 約束の場所
作詞・作曲・編曲：槇原敬之
味の素「クノール」CMソング
2. still in my heart / BUGSY
作詞：川畑要／作曲：川畑要・nao'ymt／編曲：nao'ymt
3. YOUR WORLD / 堂珍嘉邦
作詞：堂珍嘉邦／作曲：堂珍嘉邦・谷口尚久／編曲：谷口尚久
4. 約束の場所 （Less Vocal）